# 臺灣的科學園區

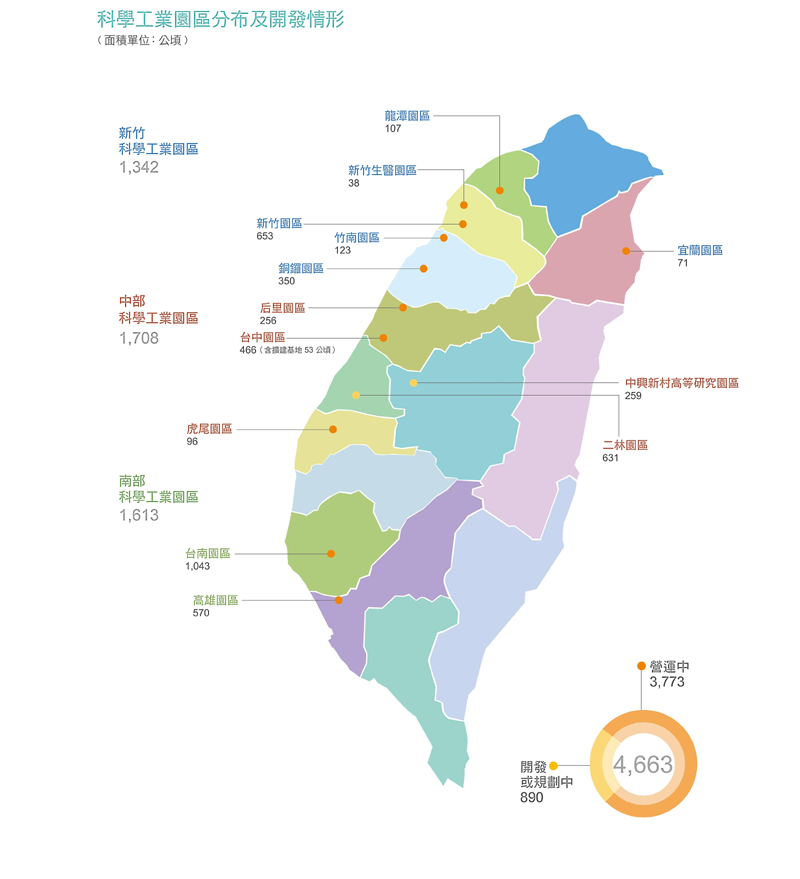
台灣的科學園區分布圖

臺灣的科學園區，狹義上指由國科會所主管的園區，包含新竹科學園區、中部科學園區及南部科學園區。廣義上則包含由產發署、農業部及地方政府、民間組織成立的科技園區、軟體園區，但這些園區不使用「科學」園區做名稱，而是「科技」園區。
臺灣設立科學園區的宗旨是在引進高科技工業與科技人才，塑造集高品質研發工作、生活與休閒於一區域的人性化環境，並且建立產業發展基地，平衡區域發展，促進產業升級。
三十餘年來，科學工業園區不僅成為中華民國科技發展的重要指標，其經驗累積形成的示範效果與技術擴散，也調整了中華民國的產業結構，維繫經濟繁榮，建立中華民國在國際高科技產業中的一席之地，其北、中、南三大核心園區所形成的高科技產業創新走廊，更有利於加速推動台灣成為全球創新研發中心。
新竹科學園區（竹科）設立於1979年，為中華民國第1個科學工業園區，下轄6個園區，附近有國立陽明交通大學、國立清華大學及工業技術研究院等學術與研究機構，進駐產業完整，發展最為成熟。
南部科學園區（南科）設立於1995年，設為2園區，現已建構完整的光電、半導體、生技及精密機械產業聚落，並積極發展綠能低碳及醫療器材等產業。至2024年，已設有園區6。
中部科學園區（中科）設立於2002年，設有5園區，主要產業以光電、精密機械、半導體產業為主。

## 新竹科學園區

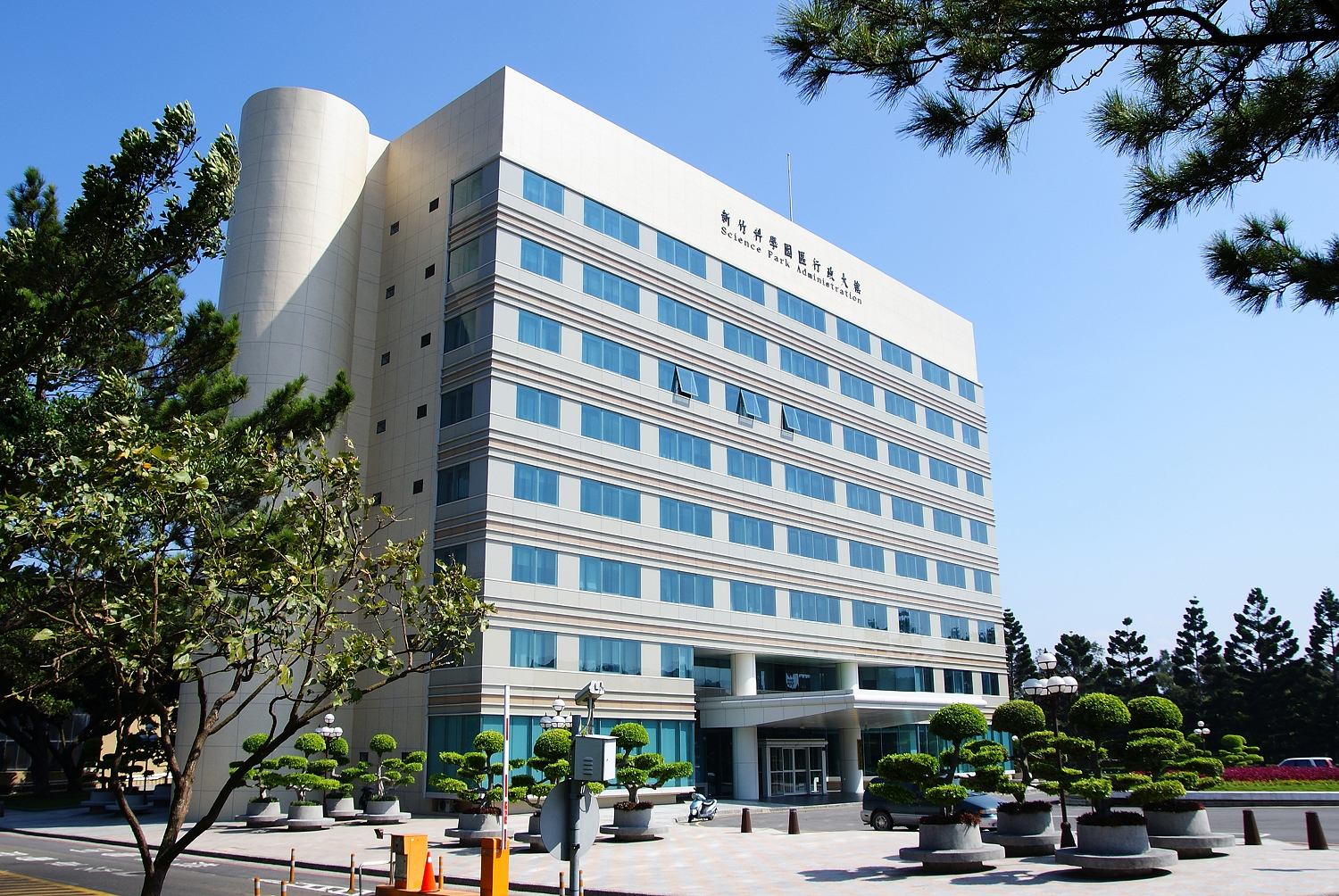
新竹科學園區行政大樓

中華民國中央政府孫運璿等人於1980年設立新竹科學園區。新竹科學工業園區（簡稱新竹科學園區、竹科）是臺灣的第一座科學園區，涵蓋範圍橫跨新竹市東區與新竹縣寶山鄉，園區內廠商以經營電子代工服務為主，是中華民國高度發展高科技代工產業的主要科技重鎮之一。
新竹科學園區的第四期會在苗栗銅鑼，面積349.7公頃。
另外，新竹生物醫學園區位於新竹縣竹北市，在2003年由行政院核定，也隸屬科技部新竹科學工業園區管理，園區生技大樓已在2011年啟用。

## 中部科學園區
中部科學園區於2002年獲得行政院核定，開發建設工程於2003年七月起展開，針對土地使用、交通運輸、水電及電信、雨污水處理與排放、廢棄物處理等相關建設工程進行規劃，配合產業未來整體發展需要，提供高科技產業優質之環境，鼓勵研究發展及製造高科技工業產品，進而帶動科技產業技術提昇，促進中部地區產業之升級，並形成中部高科技產業新聚落。中部科學園區包括台中園區、后里園區（包括后里基地及七星基地）、虎尾園區、二林園區及中興園區共計五處，總開發面積約1486公頃。

## 南部科學園區
南部科學園區位於台灣台南市、高雄市等地。範圍包括台南園區1,043公頃、高雄園區567公頃及生技醫療器材專區30公頃。管理局設於台南園區。以產值而言，晶圓代工業及面板業為南科主力產業，占約全園區八至九成。2021年新設2園區，嘉義園區、高雄第二園區，2023年增設屏東園區，2024年增設高雄第三園區。

## 來源
1. 1 2 3  . 「科技部全球資訊網」(MOST). 2010-01-21  [2018-02-01]. （原始内容存档于2019-03-02） （中文）.
2. ↑  .   [2022-07-16]. （原始内容存档于2019-05-02）.
3. ↑  . 2018-01-17  [2018-05-16]. （原始内容存档于2021-04-13） （中文）.

## 外部連結
- 科技部>科學園區統計資訊
- 國科會>科學園區分布圖說明 （页面存档备份，存于）